# Cournillens
Cournillens (Korniyin  en patois fribourgeois) est une localité et une ancienne commune suisse du canton de Fribourg, située dans le district du Lac.

## Histoire
La première mention écrite du village de Cournillens remonte à 1228, lorsque Rodolphe de Neuchâtel cède en une partie à la ville de Fribourg. Il est ensuite brûlé par les troupes bernoises lors de la guerre de Laupen en 1339. Il fait ensuite partie des Anciennes Terres entre le XVe siècle et 1798 où il est érigé en commune et rejoint successivement le district d'Avenches jusqu'en 1803, puis celui de Fribourg jusqu'en 1846.
Le 1er janvier 1997, la commune a fusionné avec ses voisines de Cormérod, Courtion et Misery pour former la nouvelle commune de Misery-Courtion.

## Patrimoine bâti
La chapelle Saint-Léger qui se trouve dans le village, a été restaurée en 1466 ; lieu de pèlerinage elle est inscrite comme bien culturel d'importance régionale.